# 데아 로어

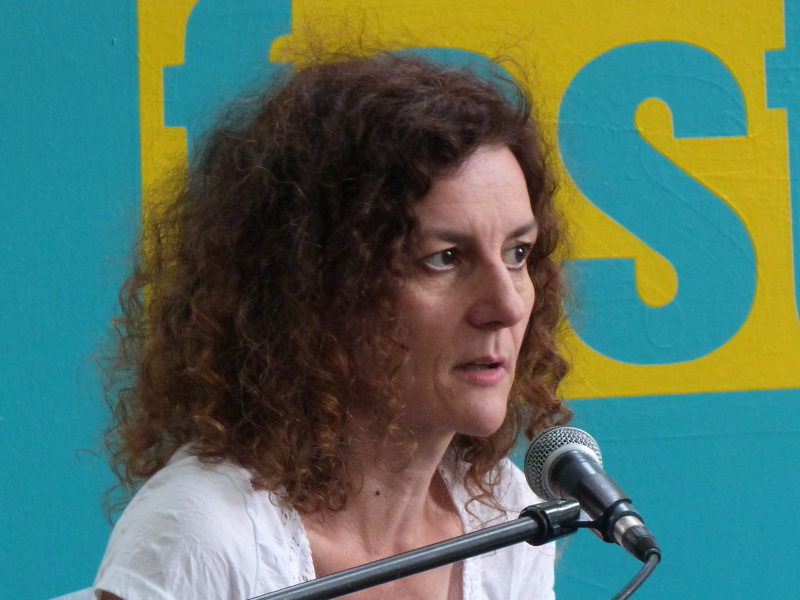

데아 로어(Dea Loher, 1964년 ∼ )는 독일 창작극의 산실로 정평이 나 있는 뮐하이머연극제와 베를린연극제에서 여러 번 수상한 경력이 있는 독일어권 대표 극작가다.
하이너 뮐러, 엘프리데 옐리네크 이후 독일어권 연극계에서는 그동안 내로라할 만한 작가가 아쉬웠던 것도 사실이다. 하지만 가벼운 터치의 신세대 작가로 세대가 교체되면서 “새로운 이야기꾼”들이 주목받기 시작했다. 최근 대한민국에서 ＜황금용＞으로 주목받은 롤란트 시멜페니히와 더불어 그녀는 독일어권에서 가장 많이 공연되고 있는 현존 작가다. 그녀의 작품은 현대사회를 힘겹게 살아가는 보통 사람들의 이야기가 주를 이룬다. 주제의 보편성과 사회 비판 의식이 그녀 작품의 특징이다. 그리고 지극히 비극적인 상황에서도 웃음을 유발하는 풍자와 유머, 아픈 가운데 서로를 보듬는 삶에 대한 잔잔한 감동이 있다.
그녀는 독일 바이에른 주의 트라운슈타인(Traunstein)에서 태어나고 자랐다. 뮌헨에서 철학과 독문학을 전공한 뒤 베를린 예술대학 시절 하이너 뮐러에게서 극작 훈련을 받았다. 1991년에 함부르크 에른스트 도이치 테아터(Ernst Deutsch Theater)에서 첫 작품인 ＜올가의 공간(Olgas Raum)＞과 1992년 베를린에서 ＜문신(Tätowierung)＞이 공연되면서 세상에 알려졌다. 특히 2003년 함부르크 탈리아 극장(Thalia Theater)에서 ＜무죄(Unschuld)＞를 무대에 올리면서 최고의 자리를 굳히게 된다. 이때부터 연출가 안드레아스 크리겐부르크(Andreas Kriegenburg)와 호흡을 맞추면서 그녀는 열 편 넘는 극작품을 발표했다. 함부르크의 탈리아극장과 베를린 도이체스테아터 극장에서 공동 작업으로 ＜최후의 불(Das letzte Feuer)＞(2008), ＜도둑들(Diebe)＞(2010), ＜흑해에서(Am schwarzen Meer)＞(2012) 등을 연거푸 내놓았다. 2012년에는 첫 소설 ＜부가티의 출현(Bugatti taucht auf)＞을 발표해 탐정 소설에서도 빛나는 이야기꾼이라는 평가를 받았다.